# Det tredje stød
Det tredje stød (russisk: Третий удар) er en sovjetisk film fra 1948 af Igor Savtjenko.

## Medvirkende
- Aleksej Dikij som Joseph Stalin
- Nikolaj Bogoljubov som Kliment Voroshilov
- Ivan Pereverzev som Yakov Kreizer
- Mark Bernes som Chmega
- Sergej Martinson som Adolf Hitler